# Лесохимия
Лесохимия — область знаний, объединяющая теоретические и практические основы технологии химической переработки биомассы древесных растений.
Понятие лесохимии объединяет два значения:
- раздел химической технологии, описывающий технологические процессы, а также химизм превращений, применяемых в промышленности при переработке древесины и других растительных источников сырья (подсолнечная лузга, кукурузные кочерыжки и т. п.). К таким процессам относятся: гидролиз, перегонка с водяным паром, сухая перегонка (пиролиз) и др.;
- подотрасль химической промышленности, охватывающая производство органических и неорганических продуктов с использованием в качестве сырья перечисленных выше источников.

## Продукция лесохимии
Продуктами целлюлозно-бумажного производства являются целлюлоза, бумага, картон, древесно-волокнистые плиты, древесно-стружечные плиты, кровельные материалы и изоляционные материалы, нитроцеллюлоза, лигнин, технические лигносульфонаты. Основным процессом в производстве является варка, тепловая обработка древесины растворами химических реагентов, способных растворять лигнин (чаще всего щелочные растворы сульфидов, сульфитов, сульфатов натрия). В ходе варки волокна целлюлозы, связанные лигнином, высвобождаются, а лигнин переходит в раствор. Сырьём для данного производства служат преимущественно хвойные и лиственные породы древесины.

Основными направлениями развития являются: вовлечение в переработку отходов лесозаготовки и обработки древесины, тростника, соломы и т. п.; использование вторичных ресурсов (макулатуры); совершенствование систем, обеспечивающих экологическую безопасность. Удельный вес целлюлозно-бумажного производства в валовом выпуске предприятий лесохимии составляет 84 %.
Гидролизное производство вырабатывает: фурфурол, гидролизный спирт, глюкозу, сорбит, ксилит, белково-витаминные концентраты. Основным химическим процессом при получении перечисленных веществ является гидролиз полисахаридов, входящих в состав растений. В качестве сырья используются: отходы лесозаготовки и некоторых сельскохозяйственных культур. Удельный вес продукции гидролизного производства ~9 % от валового выпуска продуктов лесохимии.
Дубильно-экстрактовое производство вырабатывает дубильные вещества. Основным процессом является водная экстракция. В качестве сырья наиболее широко применяется т. н. корьё (поленья, пни и корни) дуба и каштана, реже ивы, ели. Ведутся работы по вовлечению в производство отходов (коры) лиственницы. (Доля в объёме продуктов лесохимии около 1 %).
Основным процессом канифольно-скипидарного производства является перегонка с водяным паром сосновых живицы и осмола.
В процессе пиролиза древесины вырабатываются: уксусная, пропионовая, масляная кислоты, метанол, древесная смола, древесный уголь и др. В настоящее время только древесный уголь имеет практическое применение в промышленности и в быту и пользуется потребительским спросом.
Экстракцией из хвои извлекается целый ряд препаратов, применяемых в фармокопее и парфюмерии. Хвоя, это естественная фабрика, продуцирующая вещества, с помощью которых дерево защищается от вредных воздействий окружающей среды. Пионерные труды первооткрывателя этого направления Ф. Т. Солодкого и его учеников и сподвижников позволили определить те компоненты, которые могут использоваться для лечебных целей. Разработаны и внедрены технологии их выделения и доведения до фармокопейных форм. Любопытно, что особо широкое применение эти препараты получили не в России, а в Австралии, где их успешно внедрили выходцы из бывшего СССР.

## Экологические проблемы
Традиционные лесохимические производства образовывали большие количества жидких органических веществ. Выбросы этих отходов (главным образом в парах и в капельной фазе в воздух) приводят к масштабным загрязнениям, вплоть до локальных техногенных экологических катастроф. В связи с этим в настоящее время одним из важнейших направлений развития отрасли является внедрение очистки сбросов. Особо перспективны современные технологии, исключающие образование выбросов в окружающую среду. Такие технологии уже появились и внедрены в производство в углежжении, в производстве талловых продуктов и некоторых других направлениях лесохимии. Можно утверждать, что потребительское мышление ("мы не можем ждать милостей от природы...") вытесняется пониманием необходимости сохранить чистоту окружающей среды.